# John Peter Sloan
John Peter Sloan (Birmingham, 27 febbraio 1969 – Menfi, 25 maggio 2020) è stato un insegnante, comico, cabarettista, attore teatrale, commediografo e regista teatrale inglese.

## Biografia

### Primi anni
Di padre irlandese e madre inglese, all'età di 16 anni lasciò l'Inghilterra e viaggiò per l'Europa come cantante e chitarrista. Nel 1990 approdò in Italia e, prima di diventare autore e attore comico, fondò un gruppo rock, The Max, di cui era il frontman. La band rimase attiva fino al 2000, quando nacque sua figlia Dhalissia. Decise quindi di interrompere il tour in corso per dedicarsi in Italia all'insegnamento della lingua inglese, proponendo un proprio metodo, nel quale giocava un ruolo determinante la componente ludica. Nel 2011 fondò la sua prima scuola, "John Peter Sloan - la Scuola", a Milano, e nel 2013 aprì una seconda sede a Roma.

### Attività teatrale
Nel 2007 diventò noto al pubblico milanese per alcuni spettacoli educativi in lingua inglese portati in scena al teatro Zelig, nell'ambito della rassegna "Zelig in English". Successivamente scrisse diversi spettacoli teatrali dei quali fu protagonista e regista, rivolti a studenti, stranieri residenti in Italia o amanti della lingua inglese. Gli spettacoli ottennero un buon successo: Culture Shock, rappresentato in rassegne di teatro in inglese (Cinema Anteo in English e Derby in English e nelle scuole superiori; An Englishman in Italy; Full Moon, spettacolo di dark comedy; e Instant English). In questi spettacoli Sloan era affiancato da un cast di attori comici inglesi e italiani: Carol Visconti, Dave Dickens, Derek Allen, Louise Kissan, Daniela Di Muro, Herbert Pacton, Andrea Sambucco, Holly Munford, Leah Dawson, Angela Auriemma. Interpretò il monologo in inglese Defending the Caveman di Rob Becker per il pubblico italiano. Inoltre scrisse e interpretò il monologo brillante I'm not a Penguin, rappresentato nei maggiori teatri italiani.

### Attività editoriale
Un'altra chiave didattica fu quella dell'insegnamento attraverso articoli-lezioni in vena umoristica, pubblicate da Speak Up e dal settimanale Diva e Donna; inoltre Sloan insegnò attraverso la pubblicazione di podcast gratuiti e l'applicazione English Now. Nel 2010 pubblicò il libro Instant English per le Edizioni Gribaudo. Il libro vendette oltre 300 000 copie, diventando il manuale di inglese più venduto in Italia e venne ripubblicato con successo anche in Francia, Germania, Spagna e Brasile.
Seguirono altri quattro libri di successo: English in viaggio (2011), sempre per le Edizioni Gribaudo, proposto come manuale pratico e veloce per cavarsela in vacanza all'estero; Instant English 2 (2011), Edizioni Gribaudo; anche nella versione Instant English 2 for Spain; Lost in Italy (2013), Mondadori;  English al Lavoro (2013), Mondadori. In collaborazione con Pearson Longman pubblicò My fun summer 1 e 2, per la scuola media con CD.
In collaborazione con le pubblicazioni periodiche del gruppo la Repubblica/l'Espresso progettò e scrisse tre collane di DVD e libretti. Nei DVD a puntate insegna attraverso sketch divertenti e spiegazioni brevi, affiancato dal suo cast di attori comici inglesi e italiani. L'opera era composta da 12 DVD + libretti della serie Speak Now! Imparare l'inglese divertendosi (2011), tradotto anche in spagnolo; 8 DVD + libretti della serie Speak now! Evolution (2012); e 20 DVD + libretti Speak Now! For Work (2013), corso per comprendere come muoversi in un contesto lavorativo internazionale. In collaborazione con Corriere della Sera/la Gazzetta dello Sport nel 2013 progettò e scrisse una collana di 20 DVD e libretti English da zero.
Il 2 gennaio 2014 pubblicò per Mondadori English da zero. L'anno dopo propose il suo primo corso in una lingua diversa dall'inglese, Español da zero, distribuito prima in forma di volumetti con Corriere della Sera e Gazzetta dello Sport, e poi condensato in un solo volume. Due anni dopo fu la volta di Français da zero. Nel 2016 lanciò Inglese Social, iniziativa didattica innovativa, nata in collaborazione con il Gruppo Edizioni Master, che prevedeva l'insegnamento della lingua inglese su Facebook. Nel 2017, frutto della stessa collaborazione, venne pubblicato in edicola il videocorso a fascicoli L'inglese per tutti, dedicato ai principianti.

### Televisione
In veste di comico, opinionista, inviato, dal 2007 intervenne in diverse trasmissioni televisive, tra cui Geppi Hour, condotta da Geppi Cucciari; sulle reti Rai ad Andata e ritorno, Glob - L'osceno del villaggio condotto da Enrico Bertolino, Report, condotto da Milena Gabanelli, intervistando i passanti e testando il loro inglese in modo divertente e irriverente, e Quelli che il calcio, condotto da Victoria Cabello, come tifoso del Napoli. Nel 2012 recitò in La famiglia Gionni, serie televisiva per ragazzi con lo scopo di insegnare la lingua inglese.
Sulle reti Mediaset prese parte a Zelig Off, La Scimmia, Amici di Maria De Filippi, Zelig Circus. Fu opinionista fisso nel contenitore pomeridiano di Cristina Parodi, Cristina Parodi Live, su LA7 e ospite a Le invasioni barbariche con Daria Bignardi. Per Verissimo commentò da Londra The Royal Wedding. Nel 2013 fu spesso ospite a Mattino Cinque con Federica Panicucci, nonché opinionista comico a La vita in diretta condotto da Paola Perego. Fu inoltre opinionista del programma Le parole della settimana condotto da Massimo Gramellini. Da settembre 2014 tenne la rubrica Du Iù Spik Inglish? in onda ogni mercoledì nel programma di Rai 2 I fatti vostri.

### Cinema
Nel 2013 doppiò in italiano Bulldog, uno dei protagonisti del film d'animazione Planes della Disney, doppiato in originale da John Cleese. Sempre nel 2013 fece una breve apparizione nel film Fuga di cervelli, interpretando il ruolo di un cameriere.

### Morte
Malato di asma sin dalla nascita e con un enfisema polmonare, è morto improvvisamente la sera del 25 maggio 2020, all'età di 51 anni, per le conseguenze di un'insufficienza respiratoria, nella sua casa di Menfi, in Sicilia, dove viveva da alcuni anni. La notizia è stata annunciata dai suoi colleghi tramite Facebook.

## Opere
- Inglese essenziale per italiani, con 5 DVD, Coriano, MyLife, 2009. ISBN 978-88-6386-029-0.
- Instant English. Il corso facile e veloce per cavarsela in tutte le situazioni. L'inglese alla portata di tutti: per parlare, viaggiare, lavorare, divertirsi..., Milano, Gribaudo, 2010. ISBN 978-88-580-0037-3; 2014. ISBN 978-88-580-1110-2.
- Instant English 2. Quello che mancava adesso c'è. Il corso più rivoluzionario del momento ancora più ricco e completo, Milano, Gribaudo, 2011. ISBN 978-88-580-0448-7; 2015. ISBN 978-88-580-1344-1.
- English in viaggio. Il manuale facile e veloce per cavarsela all'estero in tutte le occasioni, Milano, Gribaudo, 2011. ISBN 978-88-580-0131-8; 2019. ISBN 978-88-580-2405-8.
- Speak up anthology. John P. Sloan's italian adventures, con 2 CD, Milano, Mim Mywaymedia, 2011.
- Speak now! Il rivoluzionario metodo di John Peter Sloan per imparare l'inglese subito, divertendosi, 12 voll., con 12 DVD, Roma, Gruppo editoriale L'espresso, 2011; Milano, Il sole 24 ore, 2012.
- Speak now! Evolution. Il rivoluzionario metodo di John Peter Sloan per imparare l'inglese subito, divertendosi, 8 voll., con 8 DVD, Roma, Gruppo editoriale L'espresso, 2011.
- Speak now! for work. L'inglese per il tuo lavoro, 20 voll., con 20 DVD, Roma, Gruppo editoriale L'espresso, 2012.
- Lost in Italy. [Impara l'inglese ridendo], con 2 CD, Milano, Mondadori, 2012. ISBN 978-88-04-60711-3.
- English al lavoro. [Tutto quello che ti serve per lavorare in inglese], a cura di Sara Pedroni e John Rigg, Milano, Mondadori, 2013. ISBN 978-88-04-62670-1.
- Impara l'inglese con John Peter Sloan. Corso completo per principianti, con 6 CD, Milano, Salani, 2014. ISBN 978-88-6715-859-1.
- English da zero, a cura di Sara Pedroni, Milano, Mondadori, 2014. ISBN 978-88-04-63563-5.
- Español da zero, a cura di Laura Patron, Sonia Salas e Federica Sassaroli, con la consulenza scientifica di Dilia Di Vincenzo, Milano, Mondadori, 2014. ISBN 978-88-04-64377-7.
- English express. [E il tuo inglese va come un treno!], a cura di Marzia Caramazza, Milano, Mondadori, 2014. ISBN 978-88-04-64624-2.
- English da zero. Il nuovissimo metodo, 20 voll., con 20 DVD, Milano, RCS MediaGroup, 2014.
- English express. Il nuovo corso avanzato, 20 voll., con 20 DVD, Milano, RCS MediaGroup, 2014.
- I diari degli angeli, Milano, Feltrinelli, 2014. ISBN 978-88-07-49166-5. [romanzo]
- English da zero kids, a cura di Asia Gagliano, Milano, Mondadori, 2014. ISBN 978-88-04-65954-9.
- SOS English. [Speciale Expo; per negozi, ristoranti, bar, taxi, hotel...], a cura di Marzia Caramazza, Milano, Mondadori, 2015. ISBN 978-88-04-65116-1.
- Français da zero. Con il metodo rivoluzionario di John Peter Sloan, a cura di Élisabeth Étiève, Milano, Mondadori, 2016. ISBN 978-88-04-65738-5.
- Instant English plus. Tutto il meglio (e qualcosa in più) del corso di lingua più amato dagli italiani, Milano, Gribaudo, 2016. ISBN 978-88-580-1477-6.
- Impara l'inglese con John Peter Sloan. Audiocorso definitivo per principianti, 2 voll., con 12 CD, Milano, Salani, 2018. ISBN 978-88-93816-16-8.
- Real life English. Impara l'inglese che si parla davvero, Milano, Mondadori, 2018. ISBN 978-88-04-67496-2.
- Real life English 2. [+lavoro +modi di dire +bad words], Milano, Mondadori, 2018. ISBN 978-88-04-70277-1.
- Instant English revolution, Milano, Gribaudo, 2019. ISBN 978-88-580-2288-7.
- Listen and learn con John Peter Sloan, con 2 CD, Milano, Salani, 2019. ISBN 978-88-310-0009-3.
- Speak like me. [Finalmente il metodo per imparare la pronuncia inglese], Milano, Mondadori, 2019. ISBN 978-88-04-71162-9.
- Welcome to Italy, a cura di Seán James Sutton, Milano, DeA Planeta, 2019. ISBN 978-88-511-7556-6.
- Medical English, in collaborazione con Lisa Vampa, Milano, Edra-Edizioni LSWR, 2020. ISBN 978-88-214-5222-2.